# Ківіора
Ківіора (ест. Kiviora, до 1997 року — Ківіору) — село в Естонії, входить до складу волості Міссо, повіту Вирумаа.